# 47stopý motorový záchranný člun
47stopý motorový záchranný člun je třída záchranných plavidel Pobřežní stráže Spojených států amerických. Ve službě nahradil starší 44stopé záchranné čluny. Americká pobřežní stráž získala přes 200 těchto člunů po 1,2 milionu USD. Čluny jsou schopné nasazení do záchranných operací i za rozbouřeného moře. Jsou velmi obtížně potopitelné, například v případě převržení se člun samovolně narovná za méně než pět vteřin. Na základě této třídy byla vyvinuta záchranná plavidla Kanadské pobřežní stráže třídy Cape.

## Pozadí vzniku

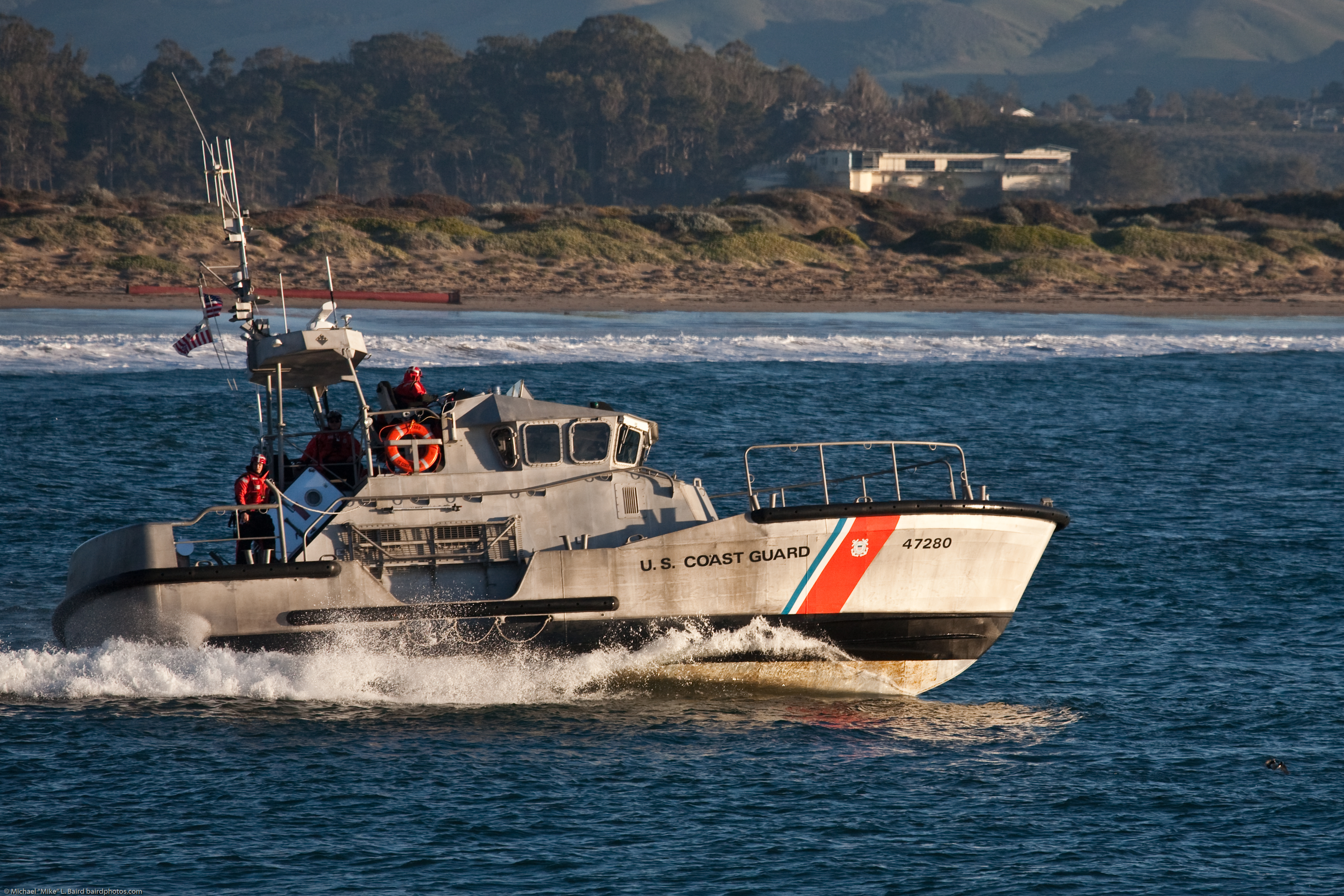
Motorový záchranný člun

Dodavatelem člunů je americká společnost Textron Systems. Celkem postavila přes 200 plavidel.

## Konstrukce

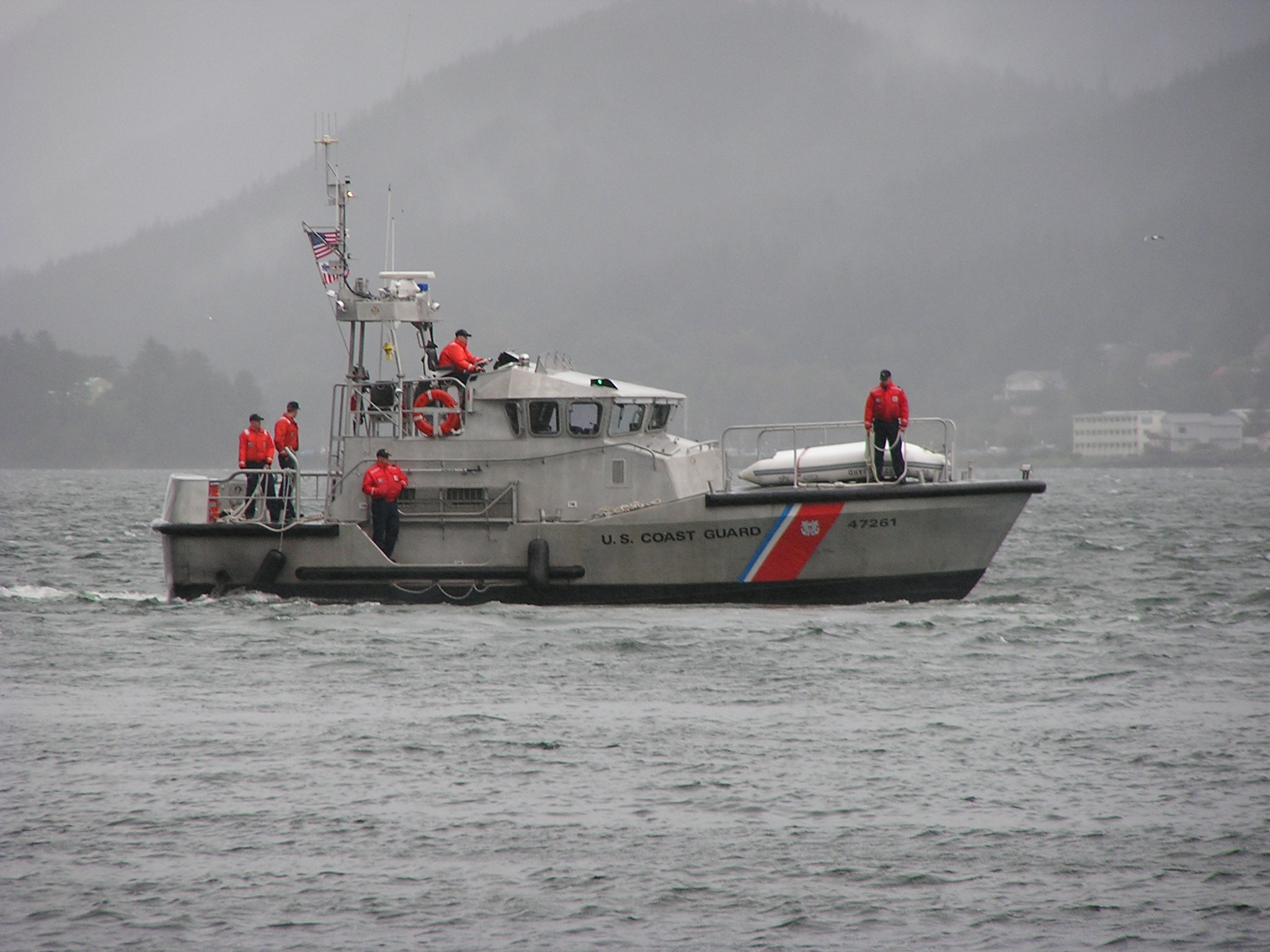
Motorový záchranný člun

Čluny jsou vyrobeny ze slitin hliníku. Kromě čtyřčlenné posádky pojmou až 17 dalších osob. Pohonný systém tvoří dva diesely CAT C12, každý o výkonu 490 hp. Nejvyšší rychlost dosahuje 25 uzlů a cestovní rychlost 22 uzlů. Dosah je 200 námořních mil. Plánovaná životnost člunů je 25 let.

### Modifikace
V srpnu 2019 získala americká společnost Birdon America Inc. zakázku na prodloužení životnosti 107–117 nejstarších člunů tohoto typu. Jejich životnost bude prodloužena až o 20 let. Modernizací mimo jiné projde pohonný systém, elektronické a navigační systémy.

## Uživatelé
- Egypt Egyptská pobřežní stráž v roce 2002 objednalo tři jednotky 47stopý motorový záchranný člun přes Lockheed Martin.

- Kanada Kanadská pobřežní stráž přijato 36 jednotky jako třídy Cape od roku 1997.

- Mexiko Mexická pobřežní stráž v roce 2008 objednalo šest jednotky 47stopý motorový záchranný člun.[4] Dodány byly v letech 2009–2011.